# Seismologisches Zentralobservatorium
Das Seismologische Zentralobservatorium (SZGRF) in Hannover ist ein Referat der Bundesanstalt für Geowissenschaften und Rohstoffe. Weiterhin bildet das SZGRF eine Forschungseinrichtung des Forschungskollegium Physik des Erdkörpers e.V. (FKPE) und ist Partnerinstitut der Universität Erlangen-Nürnberg. Neben dem Betrieb des seismischen Netzes Gräfenberg-Array (GRF) im Bereich der Fränkischen Alb und des Deutschen Regionalnetzes (GRSN, German Regional Seismic Network) ist das Seismologische Zentralobservatorium das Nationale Seismologische Datenzentrum.

## Aufgaben und Arbeitsschwerpunkte
- Betrieb und Überwachung des GRF und GRSN
- Betrieb und Ausbau der Infrastruktur für das nationale seismologische Datenarchiv
- Routineauswertung seismischer Ereignisse in Deutschland und weltweit
- Bearbeitung wissenschaftlicher Aufträge der Deutschen Forschungsgemeinschaft

## Gräfenberg Array (GRF)
Die 13 Stationen verteilen sich auf der Fränkischen Alb auf 100 km in Nord-Süd- und 40 km in Ost-West-Richtung von Gößweinstein im Norden bis Ingolstadt im Süden. Die Zentrale ist in Haidhof bei Gräfenberg. 
Durch Kombination der Messungen der Stationen können Erdbeben ab einer Stärke von 5,0 genau lokalisiert werden. 
Anfang der 1960er Jahre hatte die US Air Force hier eine Station errichtet, um sowjetische Kernwaffentests zu überwachen. Anfang der 1970er Jahre hatte die BGR die Anlage übernommen und um 12 weitere Stationen erweitert. Seit 1976 gibt es eine fortlaufende Messreihe.
In Haidhof steht ein Messgerät in 100 m Tiefe, ein anderes in 6 m.
Neben Erdbeben werden Atomtests registriert, aber auch Sprengungen in Steinbrüchen und Stürme im Atlantik.

## German Regional Seismic Network (GRSN)
Seit 1991 wird in Deutschland ein Netz breitbandiger seismologischer Stationen aufgebaut. Sie dienen einerseits zur Überwachung der lokalen Seismizität, andererseits verbessern sie die Auswertemöglichkeiten für regionale und teleseismische Erdbeben. Die Aufzeichnung der Daten erfolgt kontinuierlich. Alle Aufzeichnungen sind für jedermann auf der Website des SZGRF abrufbar.
Mit Stand Oktober 2005 sind folgende Stationen aktiv (internationale Stationskennung in Klammern):
- Helgoland (HLG)
- Rügen (RGN)
- Bad Segeberg (BSEG)
- Ibbenbüren (IBBN)
- Rüdersdorf (RUE)
- Bochum (BUG)
- Niedersachsen Riedel (NRDL)
- Clausthal-Zellerfeld (CLZ)
- Collm (CLM)
- Neuenburg (NEUB)
- Berggießhübel (BRG)
- Unterbreizbach (UBBA)
- Moxa (MOX)
- Werda (WERD)
- Gunzen (GUNZ)
- Tannenbergsthal (TANN)
- Taunus (TNS)
- Nottersdorf (NOTT)
- Gräfenberg (GRFO)
- Wettzell (WET)
- Stuttgart (STU)
- Station des GERESS-Arrays (GEC2)

Seismische Stationen in Deutschland

- Black Forest Observatory Schiltach (BFO)
- Fürstenfeldbruck (FUR)

Alle Stationen sind in speziellen Bunkern oder geeigneten Kellern installiert, um störende Einflüsse von außen zu minimieren.